# Cryptobiosella hastata
Cryptobiosella hastata là một loài Trichoptera trong họ Philopotamidae. Chúng phân bố ở miền Australasia.